# Carlos Alomar
Pour les articles homonymes, voir Alomar.
Carlos Alomar, né le 7 mai 1951 à Ponce, Puerto Rico est un guitariste, compositeur et arrangeur portoricain. Il est surtout connu pour son travail avec David Bowie du milieu des années 1970 au début des années 2000, ayant joué sur plus d'albums de Bowie que tout autre musicien, à l'exception du pianiste Mike Garson. Il a également joué avec le projet parallèle de Duran Duran, Arcadia, sur l'album So Red the Rose. Il apparait sur deux albums du chanteur Iggy Pop, ainsi que sur Milk and Honey de John Lennon pour lequel il fait les chœurs.

## Histoire
Fils d'un ministre pentecôtiste, Carlos Alomar a été élevé à New York. Dès l'âge de dix ans, il apprend à jouer de la guitare et commence à jouer à l'âge de seize ans. Dans les années 1960, il se produit lors de concours amateurs à l'Apollo Theatre, rejoignant par la suite le groupe, soutenant Chuck Berry et de nombreux artistes soul majeurs. Vers 1968-1969, il tourne pendant huit mois dans le groupe de James Brown, avant de démissionner après avoir été licencié pour avoir manqué une réplique musicale. En 1969, Alomar forme un groupe appelé Listen My Brother avec les chanteurs Luther Vandross, Fonzi Thornton (qui travaillera plus tard avec Chic et Roxy Music) et Robin Clark. Carlos et Robin se sont par la suite mariés et ont eu une fille nommée Lea.
Alomar a ensuite joué en tant que musicien de studio pour les Studios RCA, entre autres, notamment Ben E. King ("Supernatural Thing", 1975) et Joe Simon ("Drowning in the Sea of Love"). Il a également rencontré le batteur Dennis Davis alors qu'ils jouaient tous les deux avec l'artiste de jazz Roy Ayers. Alomar a ensuite effectué une tournée avec le groupe The Main Ingredient.

### Collaboration avec David Bowie
Alomar a rencontré David Bowie au début de 1974, lors des sessions d'enregistrement de la chanson "Can You Hear Me?", écrite par Bowie. David souhaitait qu'Alomar rejoigne son groupe pour la tournée Diamond Dogs, mais les négociations avec la direction de Bowie se sont enlisées et Alomar est resté avec The Main Ingredient. Pendant une pause de six semaines au milieu de 1974, Bowie enregistra une série de chansons pour un nouvel album dans Sigma Sound Studios avec Alomar, qui fit venir Vandross, Clark, Davis et le bassiste Emir Kassan afin de contribuer aux enregistrements. La majeure partie du matériel de l'album Young Americans a été enregistrée au cours de ces sessions et Alomar a rejoint Bowie pour la deuxième étape de la tournée Diamond Dogs (surnommée "The Philly Dogs Tour") en septembre-décembre 1974. En janvier 1975, Bowie et John Lennon ont enregistré Across the Universe aux Electric Lady Studios et cela a abouti à la chanson impromptue "Fame", issue du riff de guitare qu'Alomar avait créé pour la chanson "Foot Stompin '" lors des concerts de Philly Dogs. Avec le générique divisé entre Bowie, Alomar et Lennon (et des riffs de guitare funky, copiés plus tard pour l'enregistrement de "Hot (I Need to be Loved)" de James Brown en 1975, "Fame" donna à Bowie son premier single américain, et son album principal. Young Americans (1975) a marqué la première apparition de Carlos Alomar sur un album de David Bowie. Après cela a débuté une longue période de collaboration au cours de laquelle Alomar a dirigé la section rythmique formée par Alomar / Dennis Davis / George Murray, qui aura soutenu les enregistrements de Bowie au cours des cinq années suivantes, derrière divers guitaristes, parmi lesquels Earl Slick, Stacey Heydon, Ricky Gardiner, Robert Fripp et Adrian Belew.
Alomar a joué sur l’album suivant de Bowie, Station to Station (1976), en concevant les riffs qui ont ouvert les chansons Golden Years et Stay, et en tournée avec Bowie pour la tournée de Station to Station en 1976. Il s'agissait de la première tournée de Carlos  avec Bowie à titre de directeur musical; à cette époque, Alomar, Bowie et Iggy Pop ont écrit la chanson "Sister Midnight"; Interprété à l'origine par Bowie lors de la tournée de 1976, il a ensuite été enregistré par Bowie et Iggy comme titre d'ouverture de l'album d'Iggy, The Idiot (1977), avant d'être réécrit par Bowie comme Red Money pour son album Lodger (1979). Alomar a joué dans la trilogie berlinoise révolutionnaire d'albums de Bowie - Low (1977), Heroes (1977) et Lodger; Il a également coécrit le titre The Secret Life of Arabia de l'album Heroes et le titre DJ sur Lodger avec Bowie et Brian Eno. Dans le single Boys Keep Swinging, Alomar échange ses instruments avec Dennis Davis et joue de la batterie. Alomar joua de la guitare sur les deux albums d'Iggy Pop produits en 1977 par Bowie, The Idiot et Lust For Life. En 1978, il rejoignit Bowie pour la tournée mondiale qui aboutit à l'album live Stage. Lors de cette tournée, Alomar était à nouveau directeur musical, échangeant sa guitare contre une baguette de directeur pour diriger le groupe au cours des pièces instrumentales sans guitares de Low et de Heroes.
Scary Monsters (1980) marque la dernière fois qu'Alomar joue aux côtés de George Murray et Dennis Davis sur un album de Bowie; une tournée prévue de Scary Monsters a été annulée et Alomar a plutôt rejoint le groupe d'Iggy Pop pour une série de spectacles en octobre-décembre 1981 (le spectacle de San Francisco du 25 novembre a été publié sur VHS et DVD). Alomar n'a pas joué sur l'album Let's Dance (1983) de Bowie - le rôle de guitariste rythmique a été confié au coproducteur de cet album, Nile Rodgers - mais il a rejoint Bowie en tant que guitariste rythmique et directeur musical de la gigantesque tournée mondiale Serious Moonlight 1983. En 1984, Alomar joue sur l'album Tonight de Bowie; il a également coécrit le titre de clôture de l'album, Dancing With the Big Boys, avec Bowie et Iggy Pop. En 1987, Alomar a joué sur l'album Never Let Me Down de Bowie; Le titre de l'album - sorti en single et crédité à Bowie / Alomar - était à l'origine une composition d'Alomar intitulée I'm Tired, avant d'être réécrite par Bowie. Alomar était le directeur musical / guitariste rythmique de la tristement célèbre et hautement théâtrale Glass Spider Tour de Bowie en 1987 (débutant chaque spectacle avec un solo de guitare frénétique), mais Bowie mit fin à sa longue association créative avec Alomar après la critique de Never Let Me Down et de la tournée Glass Spider. Les deux hommes n'enregistrent de nouveau qu'en janvier-février 1995, lors de sessions à New York pour l'album Outside  de Bowie (1995). Pendant ce temps, Alomar a enregistré et sorti son premier album solo, Dream Generator, en 1988.
Alomar a effectué une tournée avec le groupe de Bowie pour la première étape de la tournée à l'extérieur (septembre 1995 - février 1996). La tournée n'était pas une expérience agréable pour Alomar, qui a trouvé Bowie inaccessible et ne s'entendait pas avec le directeur musical Peter Schwartz, et il ne s'est pas joint à Bowie lorsque la tournée a repris en septembre 1996. Cependant, plus tard, Alomar a joué de la guitare sur les chansons de Bowie Everyone Says Hi (extrait de l'album Heathen en 2002) et Fly (titre bonus sur l'édition limitée de l'album Reality en 2003).

### Travail avec d'autres artistes
Il a joué avec un certain nombre d'autres musiciens célèbres, dont Paul McCartney, Simple Minds, Iggy Pop, The Pretenders pour leur album Get Close en 1986 et le groupe rock argentin Soda Stereo. Au total, Alomar a joué sur plus d'une trentaine d'albums d'artistes différents. Il est actuellement le directeur de Boombacker Records. Il a été le chef du groupe de discussion télévisé de courte durée, "The Caroline Rhea Show" (2002-2003) et est également président du chapitre new-yorkais de "The Recording Academy", l'organisation responsable des Grammy Awards. En 2005, Alomar a rejoint le corps enseignant du "Stevens Institute of Technology" (Hoboken, New Jersey) en tant que professeur auxiliaire de musique et technologie, produisant plusieurs pièces pour la sortie inaugurale de Delusions of Grandeur (2006) du label Castle Point Records. En 2010, Carlos Alomar a été nommé leur premier "Artiste distingué en résidence" et en 2011, il a reçu un baccalauréat ès arts honorifique.
Carlos a collaboré avec Scissor Sisters pour leur deuxième album Ta-Dah, et l'une des chansons de ces sessions d'enregistrement, "Transistor", a finalement figuré sur le deuxième disque de l'édition de luxe de l'album, mettait en vedette sa femme Robin et sa fille Lea au chant. En octobre 2008, il a joué avec Richard Barone au Carnegie Hall, en tant qu'invité spécial du concert théâtral de Barone, Frontman: A Musical Reading. En 2010, Alomar a joué en tant que guitariste sur l'album The Element of Freedom d'Alicia Keys.
Carlos réside à North Bergen, dans le New Jersey.

## Discographie

### David Bowie
- 1975 : Young Americans (il coécrit Fame avec Bowie et John Lennon)
- 1976 : Station to Station
- 1977 : Low
- 1977 : Heroes (il coécrit The Secret Life of Arabia)
- 1978 : Stage (en concert)
- 1979 : Lodger (il coécrit DJ et Red Money)
- 1980 : Scary Monsters (and Super Creeps)
- 1984 : Tonight (il coécrit Dancing with the Big Boys)
- 1987 : Never Let Me Down (il coécrit Never Let Me Down)
- 1995 : 1. Outside
- 2002 : Heathen
- 2003 : Reality

### Collaborations
- 1975 : Kenny Barron -Lucifer - Guitares acoutique et électrique sur 3 chansons.
- 1977 : Iggy Pop – The Idiot - Guitare
- 1977 : Iggy Pop – Lust for Life - Guitare rythmique et solo, chœurs
- 1984 : John Lennon - Milk and Honey - Chœurs
- 1985 : Arcadia – So Red the Rose - Guitare
- 1985 : Belouis Some - Some People - Guitares, chœurs, arrangements
- 1985 : Mick Jagger – She's the Boss - A participé à l'écriture de 2 chansons mais ne joue pas sur l'album.
- 1986 : Paul McCartney – Press to Play - Guitares acoustique et électrique.
- 1986 : The Pretenders - Get Close - Percussions sur 1 pièce.
- 1987 : Belouis Some - Belouis Some - Guitares
- 1988 : Soda Stereo - Doble Vida - Guitare solo, rap, chœurs et production.
- 1996 : Fun : Pax - Guitares
- 1997 : Fun : Chaox - Guitares
- 2006 : Scissor Sisters : Ta Dah - Guitares et basse sur 3 chansons.
- 2007 : The Harlem Experiment - The Harlem Experiment - Guitares
- 2010 : Alicia Keys - The Element of Freedom - Guitare électrique sur 4 chansons.
- 2019 : Shearwater - Shearwater Plays Bowie's Berlin Trilogy, Part 1: Low - Direction de l'orchestre.

### Solo
- 1987 : Carlos Alomar – Dream Generator

### Production
- 1986 : Casiopea - Sun Sun
- 1988 : Soda Stereo - Doble Vida
- 2010 : Angiescreams - The Revelation of Arthur Lynn